# Joaquín Lavega
Joaquín Lavega Colzada (ur. 3 lutego 2005 w Montevideo) – urugwajski piłkarz występujący na pozycji lewego skrzydłowego, od 2025 roku zawodnik brazylijskiego Fluminense.